# 特伦特·布雷
特伦特·布雷（英語：Trent Bray，1973年9月1日—），新西兰男子游泳运动员，主攻自由泳。他曾代表新西兰参加1994年和1998年英联邦运动会游泳比赛，获得三枚银牌和一枚铜牌。